# Job (Puy-de-Dôme)
Job település Franciaországban, Puy-de-Dôme megyében. Lakosainak száma 994 fő (2022. január 1.). Job Chalmazel-Jeansagnière, Saint-Bonnet-le-Courreau, Sauvain, Ambert, Bertignat, La Forie, Saint-Pierre-la-Bourlhonne, Valcivières és Vertolaye községekkel határos.

## Népesség
A település népességének változása:
| Lakosok száma | 1043 | 1021 | 1034 | 1018 | 1023 | 1027 | 1013 | 1003 | 994  |
|               | 2013 | 2015 | 2016 | 2017 | 2018 | 2019 | 2020 | 2021 | 2022 |